# Juan Sires
Juan Sires (Buenos Aires, 13 giugno 1906 – Buenos Aires, 26 gennaio 1981) è stato un regista argentino.

## Filmografia

### Regia
- Campeón a la fuerza (1950)
- Llévame contigo (1951)
- El mucamo de la niña (1951)
- Las zapatillas coloradas (1952)
- Los troperos (1953)
- El último cow-boy (1954)
- El sonámbulo que quería dormir (1956)
- Cubitos de hielo (1956)
- La doble mentira (1956)

### Produttore esecutivo
- Soñar, soñar (1976)
- La guerra del cerdo (1975)
- El pibe Cabeza (1975)
- Boquitas pintadas (1974)
- Los siete locos (1973)
- La maffia (1972)
- Güemes - la tierra en armas (1971)
- La culpa (1969)
- El dependiente (1969)
- Chão, amor (1968)
- Martín Fierro (1968)
- El rey en Londres (1966)
- El ojo de la cerradura (1966)
- Homenaje a la hora de la siesta (1962)
- Piel de verano (1961)
- Fin de fiesta (1960)
- Alto Paraná (1958)

### Produttore
- La terraza (1963)
- Operación G (1962)

### Assistente produttore
- Bajó un ángel del cielo (1942)
- Vila in Confesión (1940)